# Jean Malouel
Jean Malouel, v jeho rodné vlámštině též Johan Maelwael (* asi 1365, Nijmegen – 1415, Dijon), byl vlámský umělec, který působil jako dvorní malíř burgundského vévody Filipa II. Smělého a jeho nástupce Jana I. Nebojácného. Je považován za jednoho z hlavních představitelů stylu mezinárodní gotiky.

## Život
Jean Malouel pocházel z umělecké rodiny v Nijmegen (vévodství Guelders) a vyučil se u svého otce Willema Maelwaela. Dílna jeho strýce Hermana Maelwaela prováděla výšivky, zbrojířské, zlatnické a malířské zakázky.
Byl strýcem proslulých iluminátorů, bratrů Hermana, Jana a Paula z Limburka (Malouelova sestra Metta Maelwael se provdala za řezbáře Arnolda de Lymborch – van Limbug).
Jako malíř je poprvé uváděn roku 1382 a v letech 1396-1397 pracoval jako malíř praporců pro francouzskou královnu Isabelu Bavorskou. Roku 1397 nahradil jako dvorní malíř ("valet de chambre") Jeana de Beaumetz ve službách vévody Philipa II. v Dijonu. Pobíral vyšší plat než jeho předchůdce i než sochař Claus Sluter.
Krátce po smrti vévody Philipa (1405) se vrátil do Nijmegenu, oženil se s Heilwig van Redinchaven a usadil se s ní v Dijonu. Zde zemřel roku 1415 a zanechal vdovu se čtyřmi dětmi. Heilwig pobírala penzi od burgundského vévody a spolu s dětmi se vrátila do Nijmegen.

## Dílo

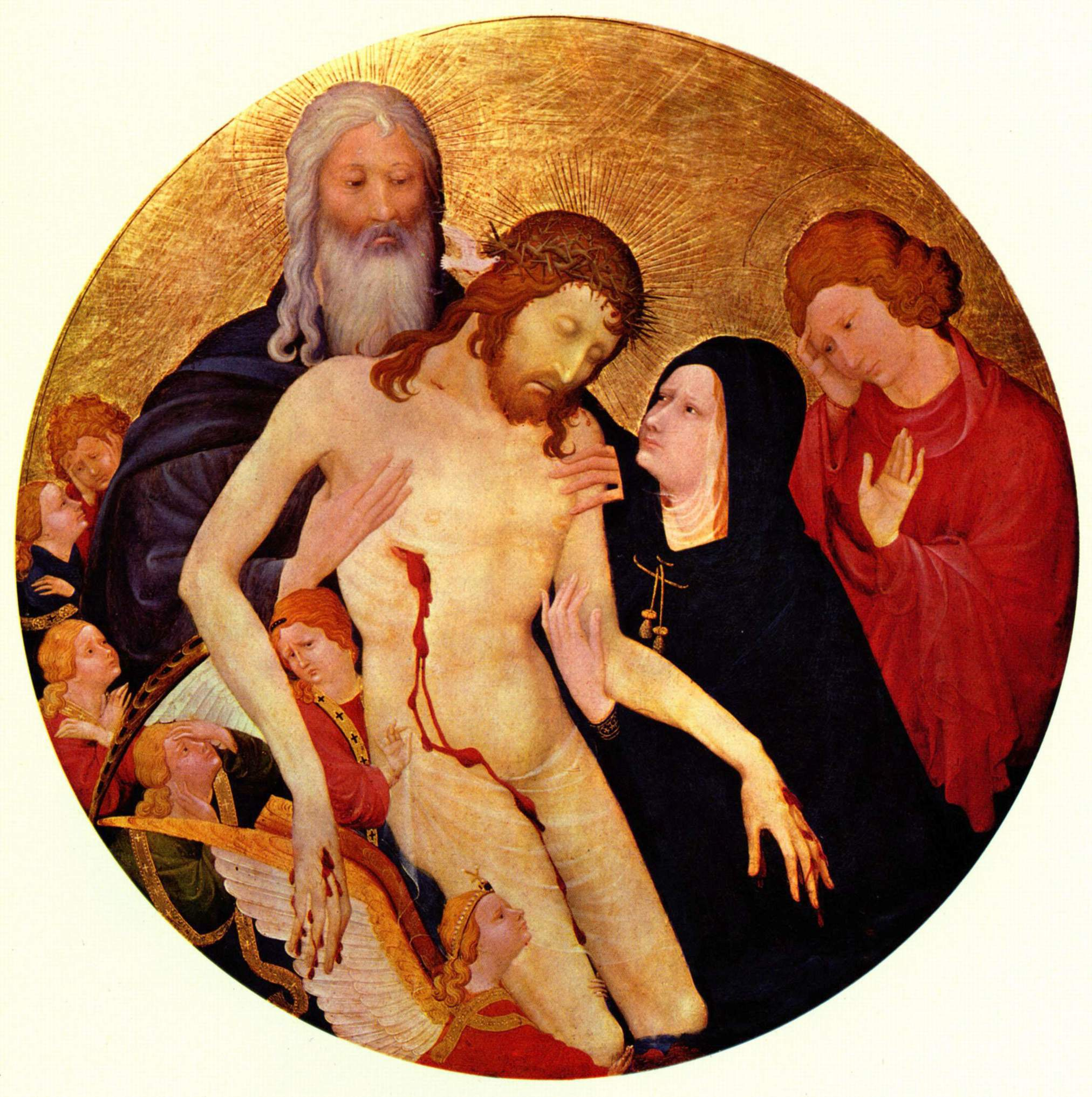
Jean Malouel, Velká Pieta, Louvre

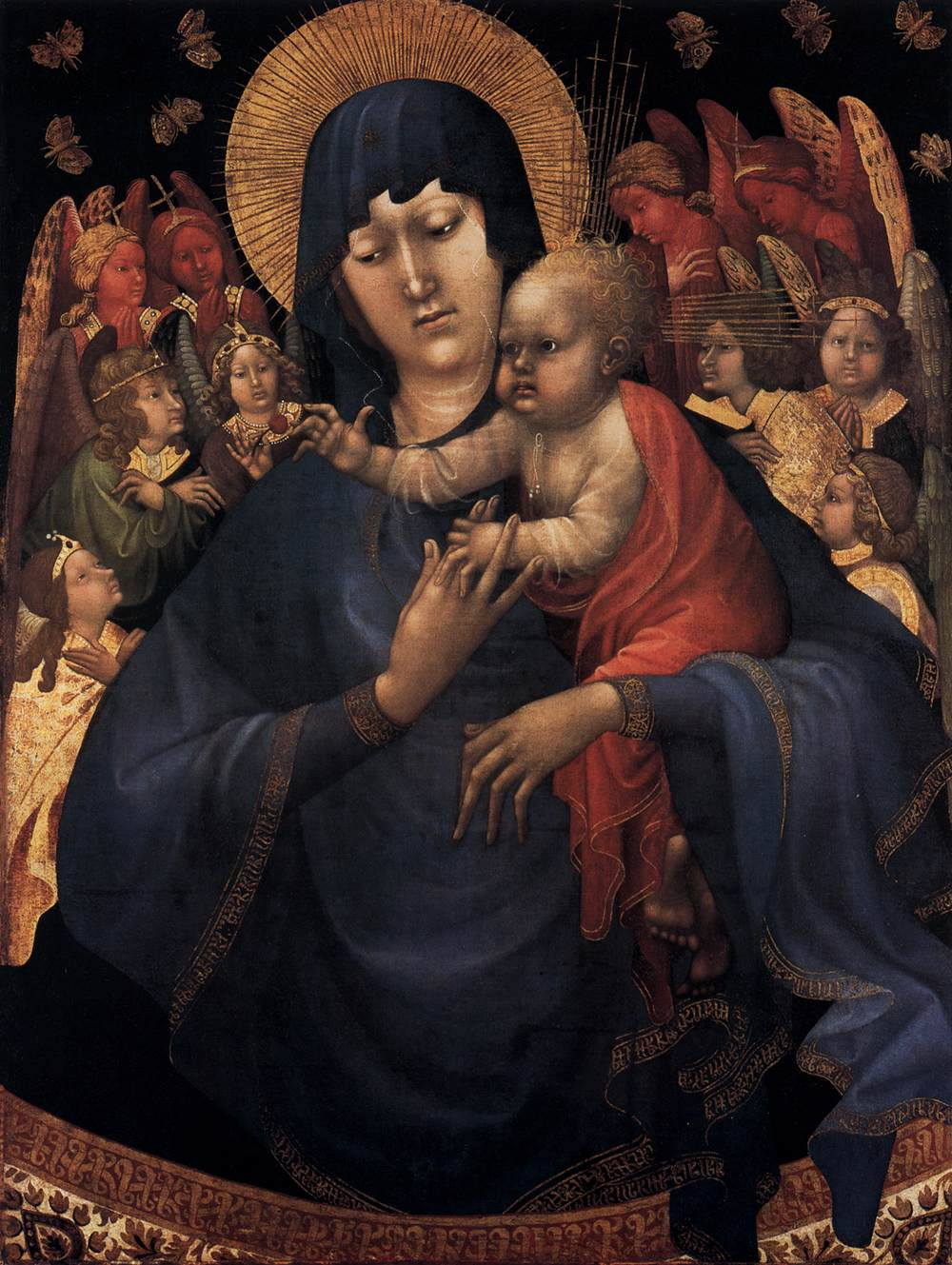
Jean Malouel, Madona s anděly, Gemäldegalerie Berlin

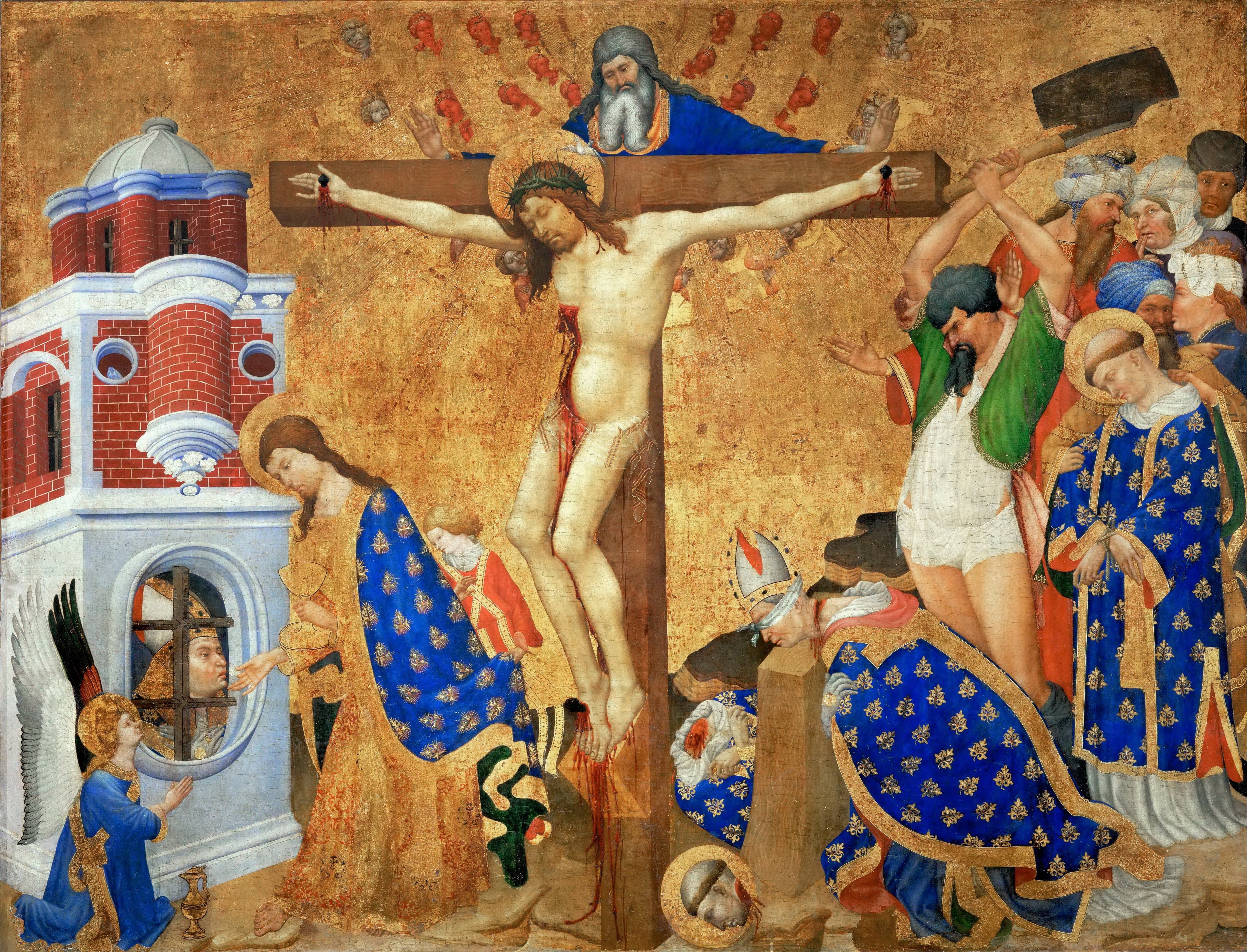
Jean Malouel, Henri Bellechose, Ukřižování

Zakázky burgundského vévody Jeanu Malouelovi zahrnovaly množství nástěnných maleb, deskové obrazy pro kartouzu v Champmol, a polychromování a zlacení Mojžíšovy studny Clause Slutera. Od roku 1401 pracoval jako Malouelův asistent nebo mistr v jeho dílně Herman of Cologne (možná specialista – zlatník).
Burgundští vévodové rodu Valois si vybrali Champmol jako místo rodové hrobky a Filip II. zadal její sochařskou část nejprve sochaři Jean de Marville (1381) a poté Clausi Sluterovi. Alabastrové sochy po Sluterově smrti polychromoval Jean Malouel.
Z deskové malby je za Malouelovo dílo považováno tondo se Svatou Trojicí (Velká Pieta, Louvre), dvě Madony (Louvre, Gemäldegalerie Berlín) a Ukřižování s Utrpením sv. Denise , které dokončil Henri Bellechose (Louvre).
Nově muzeum Louvre zakoupilo také tzv. Pietu se sv. Janem a dvěma anděly, rovněž připisovanou Malouelovi. Existují doklady, že Filip II., Jean a po něm i Filip III. Dobrý objednali u Malouela vlastní portréty. Zachovala se pozdější kopie portrétu Jeana Burgundského a další díla připisovaná dílně Jeana Malouela.